# Новоселище (Запорожский район)
Новоселище (укр. Новоселище) — село,
Августиновский сельский совет,
Запорожский район,
Запорожская область,
Украина.
Код КОАТУУ — 2322180407. Население по переписи 2001 года составляло 88 человек.

## Географическое положение
Село Новоселище находится на расстоянии в 0,5 км от села Августиновка.

## История
- 1929 год — дата основания.